# Alte Münze (Minden)

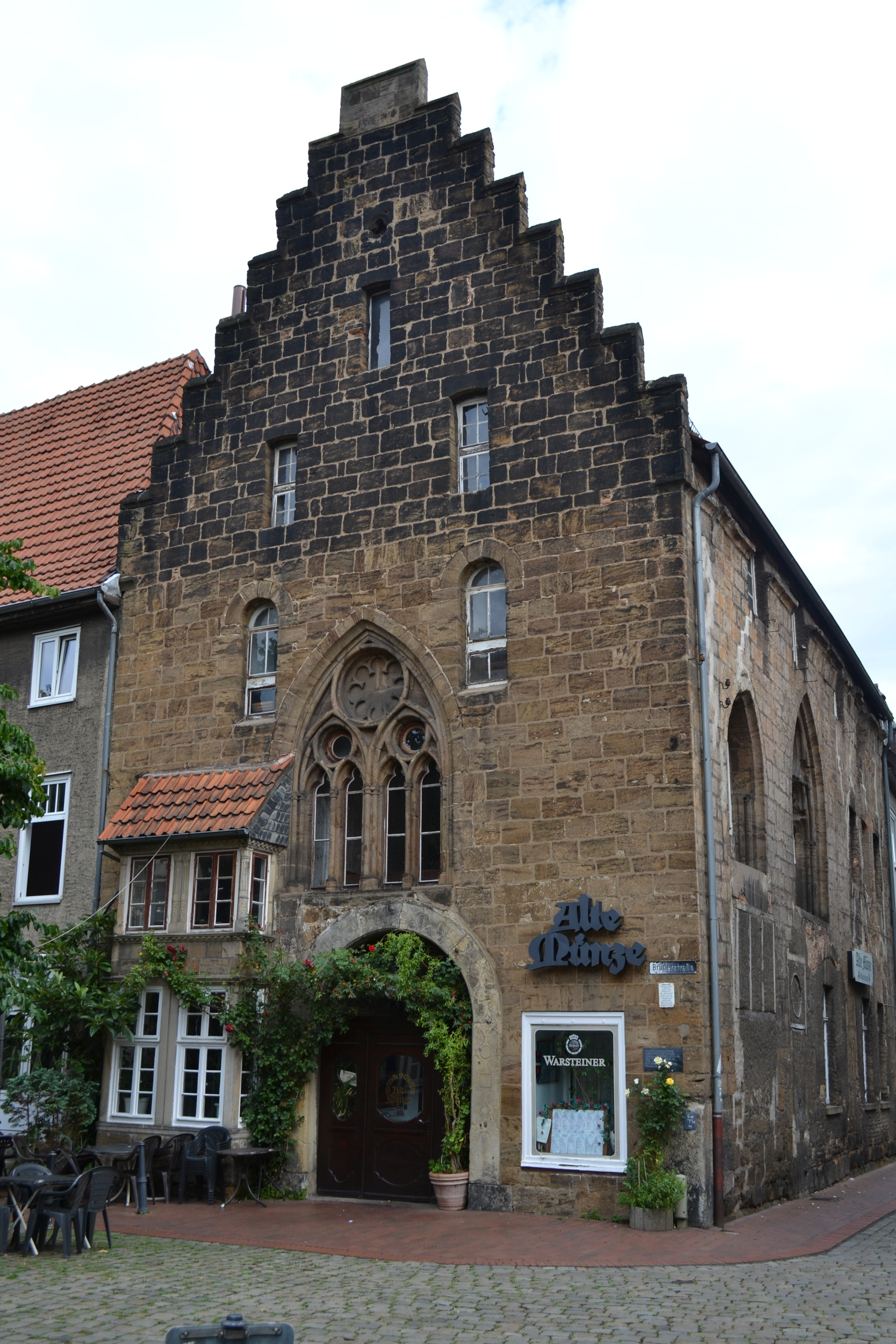
Die Alte Münze

Die Alte Münze ist ein Gebäude in der ostwestfälischen Stadt Minden in Nordrhein-Westfalen. Es entstand um das Jahr 1260. Das Haus gilt als eines der ältesten Steinhäuser in Westfalen. Es ist unter der Nr. 74 in der Denkmalliste der Stadt Minden eingetragen.
Das dreigeschossige Haus ist aus Sandsteinquadern aufgebaut. Versehen ist es mit einem Staffelgiebel und gotischen Maßwerkfenstern aus dem 13. Jahrhundert. Sie sind erst 1928 freigelegt worden. In einer Umbauphase zu Beginn des 17. Jahrhunderts hat das Gebäude eine Auslucht und ein Portal der Spätrenaissance bekommen.
Lange wurde angenommen, dass dieses Gebäude früher die Münze in Minden war, da man dort viele Münzen fand. Das gilt jedoch heute als unwahrscheinlich, da man zur Münzherstellung fließendes Gewässer benötigte. Deshalb nimmt man an, dass dies die Wohnung des Münzmeister gewesen ist, und zwar vom 14. – 16. Jahrhundert.
Heute befindet sich ein Restaurant in dem Gebäude, das ebenfalls „Alte Münze“ heißt.